# Mariä Geburt (Untereschenbach)

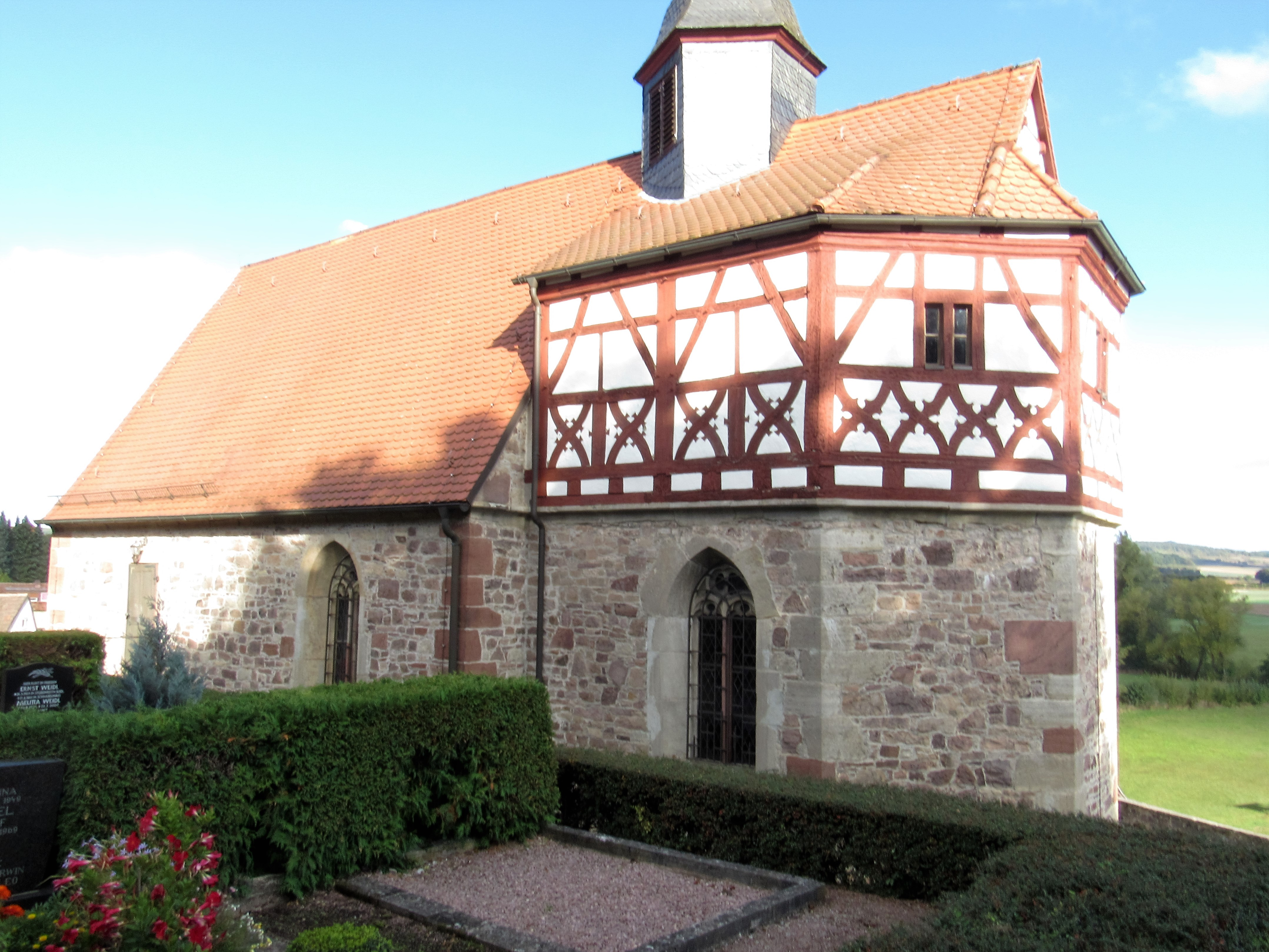
Kirche Mariä Geburt in Untereschenbach

Die römisch-katholische Filialkirche Mariä Geburt ist die Dorfkirche von Untereschenbach, einem Stadtteil von Hammelburg im Landkreis Bad Kissingen. Sie gehört zu den Baudenkmälern von Hammelburg und ist unter der Nummer D-6-72-127-219 in der Bayerischen Denkmalliste registriert. Untereschenbach ist mit Hammelburg, Untererthal, Obererthal, Obereschenbach, Pfaffenhausen und Gauaschach zur Pfarreiengemeinschaft „Sieben Sterne im Hammelburger Land“ zusammengeschlossen.

## Geschichte
Untereschenbach gehörte vermutlich in früherer Zeit zur Pfarrei Hundsfeld. Die Kirche ist eine alte Wehrkirche. Sie wurde in romanischer Zeit erbaut. Ursprünglich war eine Mauer um Kirche und Friedhof vorhanden. Im 15. Jahrhundert fand ein Umbau im gotischen Stil statt. Im Jahr 1568 wurde der Chor um ein wehrhaftes Fachwerkgeschoss erhöht.  1920 und 1973 wurde die Kirche renoviert.

## Beschreibung und Ausstattung
Die Kirche besteht aus dem Langhaus und dem zweigeschossigen Chor im Osten. Sie besitzt einen Dachreiter. Die Fenster der Kirche sind spitzbogig mit Maßwerk. Die Kirchentüren konnten von innen mit Balken verschlossen werden.
Der Hauptaltar der Kirche zeigt eine barocke Marienfigur aus der Zeit um 1650 und drei Engel aus der Kirche von Hundsfeld. An der linken Seitenwand befindet sich eine Figur des heiligen Michael, an der rechten Seitenwand eine Figur des heiligen Sebastian, ebenfalls aus der Kirche von Hundsfeld. Die Engel am Hauptaltar und die Figur des heiligen Sebastian entstanden um 1730.

## Geläut
Der recht geräumige Dachreiter enthält nur zwei kleine Glocken. Nur die Maße beider Glocken und das Gewicht der 1. Glocke stehen anhand der Quellen fest. Alle weiteren Werte sind Schätzwerte des Artikelverfassers anhand von Tabellen.
| Nr. | Schlagton | Name          | Inschrift                                      | Gewicht | Höhe  | Durchmesser | Gusszeit           |
| --- | --------- | ------------- | ---------------------------------------------- | ------- | ----- | ----------- | ------------------ |
| 1   | dis´´     | Ave Maria     | Ave Maria gratia plena Dominus tecum benedicta | 150 kg  | 75 cm | 64 cm       | 18. Jh.            |
| 2   | f´´       | Kleine Glocke | Ich Berit Keslier han dice Glacken gemacht     | 100 kg  | 64 cm | 56 cm       | 15. Jh. oder älter |